# Canale di Savena
Le canale di Savena est un canal artificiel de la province de Bologne en Italie du nord.

## Géographie
Le canale di Savena est dérivé du fleuve homonyme dans le territoire de San Ruffillo, et l’embouchure est bien visible depuis le pont de la via Toscana.
Après avoir longé la route S65 et la via Murri, en amont, il recueille différents ruisseaux des collines, traverse les jardins Margherita, passe sous la Porta Castiglione et la via du même nom, pour se déverser dans le lit du torrent Aposa au croisement de la via del Castello et via S. Domenico. Son débit, uni à celui de l'Aposa Nuova, afflue dans le canale delle Moline (canal des Moulins).Une partie des eaux va alimenter quelques petits canaux dont le principal est la conduite Fiaccacollo qui, dans son cours, suit la « Cerchia dei Mille », la deuxième ceinture de murailles des « Torresotti » (les deux grandes tours médiévales du centre historique).

## Histoire

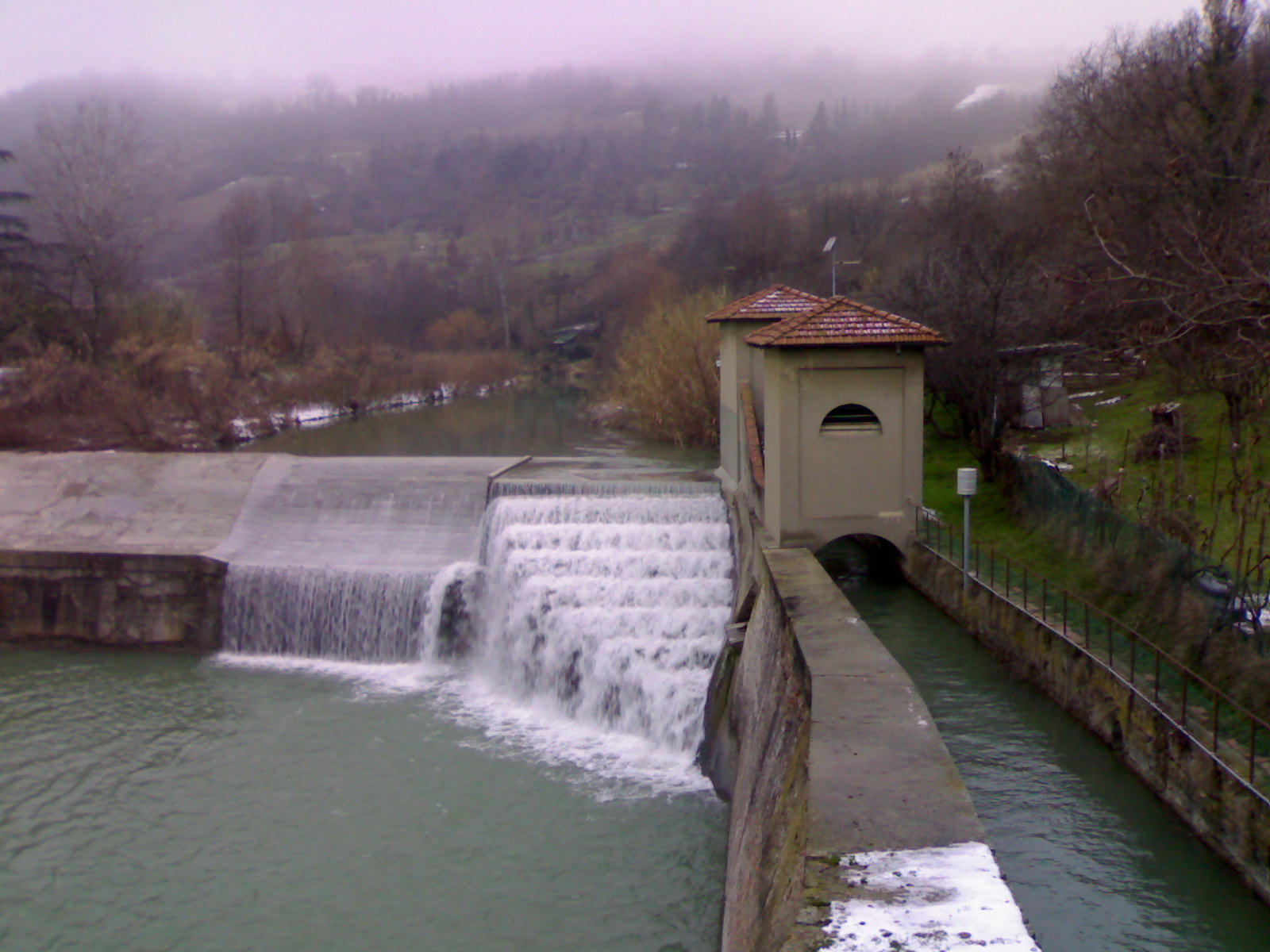
Barrage de San Ruffillo

Le Canal Savena fut réalisé, sur le budget de la commune, à partir du XIIe siècle. Ses eaux furent dérivées, au moyen d'un barrage, du torrent homonyme en localité de San Ruffillo. Le barrage est toujours visible depuis le pont de la Savena à San Ruffillo. Le canal, après avoir alimenté divers moulins (plus d'actifs aujourd’hui) le long de la via Murri et avoir reçu l'eau de divers ruisseaux qui descendent des collines, traverse le jardin Marguerite, entre en ville à la Porte Castiglione et court parallèlement au lit de l’Aposa, bifurque au croisement de la via del Castello et San Domenico.
Ce canal est maintenant complètement recouvert. L'actuelle via Castiglione n’est autre que le lit de l'Aposa, en fait les anneaux de fer scellés sur le mur du Palazzo Pepoli ne servaient pas, à l’origine, pour attacher les chevaux, mais pour amarrer les barques et péniches.
Le Savena avait deux caractéristiques : il était moins exposé aux incursions des ennemis extérieurs et ses eaux étaient particulièrement adaptée à la teinture de la soie et des tissus.